# Forgotten Worlds
Forgotten Worlds is een computerspel ontwikkeld en uitgegeven door Capcom als arcadespel. Het schietspel is uitgekomen in juli 1988 en was het eerste spel dat verscheen voor Capcoms CP System.

## Plot
In de 29e eeuw heeft de kwaadaardige god Bios het merendeel van de aarde verwoest. Twee supersoldaten worden door de overgebleven bevolking in elkaar gezet om Bios en zijn acht handlangers te verslaan.

## Spel
Het spel kan door twee spelers tegelijkertijd worden gespeeld. De speler bestuurt een vliegende soldaat die is uitgerust met een krachtig machinegeweer en onbeperkte munitie. Speler 1 heeft een wapen voor lange afstand, speler 2 een voor korte afstand. Door het verslaan van vijanden kunnen de spelers Zenny verdienen, een speelmunt waarmee power-ups en nieuwe wapens gekocht kunnen worden.
Forgotten Worlds bevat negen levels met elk een eindbaas. Aan het eind van het laatste level moet Bios worden verslagen om het spel uit te spelen.

## Platforms
| Jaar | Platform                                                             |
| ---- | -------------------------------------------------------------------- |
| 1988 | Arcade                                                               |
| 1989 | DOS, Mega Drive, ZX Spectrum, Amiga, Amstrad, Atari ST, Commodore 64 |
| 1991 | Master System                                                        |
| 1992 | Turbografx-16                                                        |
| 2008 | Wii                                                                  |

## Ontvangst
| Publicatie                     | Score             |
| ------------------------------ | ----------------- |
| Crash                          | 90%               |
| Computer and Video Games (CVG) | 92%               |
| Nintendo Life                  | 7/10              |
| Mean Machines                  | 85% (MD) 62% (MS) |
| MegaTech                       | 82% (MD)          |
| Sinclair User                  | 85%               |

## Trivia
- Het spel is opgenomen in het boek 1001 Video Games You Must Play Before You Die van Tony Mott.